# 学生开源年会
学生开源年会（英語：Students Open Source Conference；簡寫：sosconf ）是一个非盈利全球性开源技术活动，由开源工场和息壤开源生活方式平台发起成立。该活动主要特点是演讲者和志愿者仅限学生身份报名，参加者不做任何限制。
学生开源年会每年在不同国家的不同城市举办，并设立“全球学生开源项目博览会”栏目和奖项表彰优异学生开源项目。其中第0屆學生開源年會在中國重慶大學舉辦，第1屆學生開源年會 sosconf 2019 在美国南加州大学举办。

## 外部連結
- 学生开源年会官方网站（页面存档备份，存于）